# ترافيس سي
ترافيس سي (بالإنجليزية: Travis CI)‏ هي خدمة تكامل مستمرة مستضافة تُستخدم لبناء واختبار مشاريع البرامج المستضافة على غيت هاب و Bitbucket.
كانت Travis CI أول خدمة CI التي قدمت خدمات لمشاريع مفتوحة المصدر مجانًا، ولكن تمت إزالة الخطط مفتوحة المصدر المجانية في نهاية عام 2020.
توفر TravisPro عمليات نشر مخصصة لإصدار خاص على الأجهزة الخاصة بالعميل.
المصدر هو برنامج مجاني تقنيًا ومتاح بشكل مجزأ على غيت هاب بموجب تراخيص مسموح بها. ومع ذلك ، تشير الشركة إلى أن العدد الكبير من المهام التي يحتاجها المستخدم لمراقبتها وتنفيذها يمكن أن يجعل من الصعب على بعض المستخدمين دمج إصدار Enterprise بنجاح مع بنيتهم التحتية.

## وصلات خارجية
- ترافيس سي على موقع Open Hub (الإنجليزية)